# 火箭信貸菁英賽
火箭信貸菁英賽（Rocket Mortgage Classic）是PGA巡迴賽的一項賽事。該賽事在2019年於底特律高爾夫俱樂部第一次舉辦。

## 外部連結
- Coverage on the PGA Tour's official site （页面存档备份，存于）
- Detroit Golf Club （页面存档备份，存于）

42°25′35″N 83°07′34″W / 42.4263°N 83.1262°W